# Windsor Lake
Circonscription électorale provinciale du Canada
Windsor Lake est une circonscription électorale provinciale de la Chambre d'assemblée de la province canadienne de Terre-Neuve-et-Labrador.

## Liste des députés
| Windsor Lake |                    |                           |                |             |
| Député       | Député             | Parti                     | Mandat         | Législature |
|              | Cathy Bennett (en) | Libéral                   | 2015 - 2018    | 48e         |
|              | Ches Crosbie       | Progressiste-conservateur | 2018 - 2019    | 48e         |
|              | Ches Crosbie       | Progressiste-conservateur | 2019 - 2021    | 49e         |
|              | John Hogan         | Libéral                   | 2021 - présent | 50e         |